# Highlanders Football Club
O Highlanders Football Club é um clube de futebol do Zimbabwe. Sua sede fica na cidade de Bulawayo.

## Histórico
- 1926 : fundação do clube com o nome de Lions Football Club
- 1936 : Renomear do clube com o nome de Matebeleland Highlanders Football Club
- 1975 : Renomear do clube com o nome de Highlanders Football Club

### História
Estes últimos anos, são de longe os mais bem sucessos do clube. O ano de 1990, o Highlanders ganha o seu primeiro título do Campeonato de Zimbabwe após a Independência e torná-lo um mesmo ano mais memorável, que também venceu a Copa de Zimbabwe de Futebol antes de concluir uma séria considerado no campeonato e também ganhar uma vaga para jogar na Copa Africana dos Campeões e a Liga dos Campeões da CAF.
Com pouca experiência no cenário continental, o Highlanders desafiou as probabilidades e ganhou a Gor Mahia do Quénia na primeira rodada, não teve sorte ao perder por 3 a 1 na segunda rodada contra o Al Ahly, o maior campeão da Liga dos Campeões da CAF, recemente chamado de clube africano do século.
Para sublinhar domínio recente do cenário futebolístico do Zimbabwe, entre 1998/1999 e 2002, eles ganharam quatro campeonatos consecutivos.
Highlanders venceu o campeonato pela sexta vez em 1993, 1998/1999, 2000, 2001, 2002 e 2006, tornando-se a mais bem sucedida equipa do Zimbabwe desde o início da Premiership novo em 1993.
Tem como principal rival o CAPS United que venceu três vezes, o AmaZulu e o Dynamos por uma vez cada.

### Classificações
| Época | I | II | III | IV | V | Pts    | J  | V  | E  | D  | GM | GS | +/- | TZ/TR      |
| 2010 | . |    |     |    |   | .      | .  | .  | .  | .  | .  | .  | .   | .          |
| 2009 | 4 |    |     |    |   | 43 pts | 30 | 11 | 10 | 9  | 31 | 24 | +7  | -          |
| 2008 | 8 |    |     |    |   | 39 pts | 30 | 8  | 15 | 7  | 33 | 28 | +5  | 1/8 final  |
| 2007 | 2 |    |     |    |   | 55 pts | 30 | 16 | 7  | 7  | 44 | 25 | +19 | Final      |
| 2006 | 1 |    |     |    |   | 65 pts | 30 | 20 | 5  | 5  | 56 | 26 | +30 | 1/16 final |
| 2005 | 3 |    |     |    |   | 51 pts | 30 | 13 | 12 | 5  | 30 | 20 | +10 | Final      |
| 2004 | 2 |    |     |    |   | 64 pts | 30 | 19 | 7  | 4  | 46 | 21 | +25 | 1/8 final  |
| 2003 | 2 |    |     |    |   | 50 pts | 26 | 14 | 8  | 4  | 40 | 21 | +19 | Final      |
| 2002 | 1 |    |     |    |   | 72 pts | 30 | 22 | 6  | 2  | 55 | 14 | +41 | Final      |
| 2001 | 1 |    |     |    |   | 62 pts | 30 | 18 | 8  | 4  | 45 | 17 | +28 | Vencedor   |
| 2000 | 1 |    |     |    |   | 78 pts | 38 | 22 | 12 | 4  | 73 | 35 | +38 | -          |
| 1998-1999 | 1 |    |     |    |   | 72 pts | 30 | 22 | 6  | 2  | 69 | 28 | +41 | (1998 : ?) |
| 1997 | 6 |    |     |    |   | 44 pts | 30 | 11 | 11 | 8  | 44 | 39 | +5  |            |
| 1996 | 6 |    |     |    |   | 35 pts | 23 | 10 | 5  | 8  | 35 | 27 | +8  |            |
| 1995 | 8 |    |     |    |   | 42 pts | 30 | 12 | 6  | 12 | 34 | 30 | +4  |            |
| 1994 | 2 |    |     |    |   | 51 pts | 30 | 16 | 3  | 11 | 37 | 27 | +10 |            |
| 1993 | 1 |    |     |    |   | 40 pts | 30 | 16 | 8  | 6  | 53 | 34 | +19 |            |
| 1992 | 6 |    |     |    |   | 26 pts | 26 | 9  | 8  | 9  | 34 | 33 | +1  |            |
| 1990 | 1 |    |     |    |   | 38 pts | 22 |    |    |    |    |    |     | Vencedor   |
| 1985 | 2 |    |     |    |   | 32 pts | 26 |    |    |    |    |    |     |            |
| Classificações no Campeonato da Rodésia (antes que chama-se Zimbabué) |   |    |     |    |   |        |    |    |    |    |    |    |     |            |
| 1973 | 2 |    |     |    |   |        |    |    |    |    |    |    |     |            |
| 1972 |   | ?  |     |    |   |        |    |    |    |    |    |    |     | 1/2 final  |
| 1971 | ? |    |     |    |   | 7 pts  |    |    |    |    |    |    |     |            |
| I - 1.ª Divisão; II - 2.ª Divisão; III - 3.ª Divisão; IV - 4.ª Divisão; V - 5.ª Divisão; Pts - Pontos; J - Jogos; V - Vitórias; E - Empates; D - Derrotas; GM - Golos Marcados; GS - Golos Sofridos; +/- - Diferença de Golos; TR - Taça do Zimbabué; TR - Taça da Rodésia |   |    |     |    |   |        |    |    |    |    |    |    |     |            |

|  |                                    |
|  | Qualificação à divisão superior    |
|  | Desqualificação à divisão inferior |

## Copa da África
| Data | Ronda           | Adversário             | Resultado               | Competição                                 |
| 2008 | 1/16 final      | Al-Merreikh            | 0 – 2 / 1 – 3           | Copa das Confederações da CAF 2008         |
|      | Segunda fase    | Green Buffaloes        | 1 – 1 / 1 – 0           |                                            |
|      | Fase preliminar | Ferroviário de Nampula | 3 – 0 / 0 – 1           |                                            |
| 2007 | Primeira fase   | Al-Ahly                | 0 – 0 / 0 – 2           | Liga dos Campeões da África de 2007        |
|      | Fase preliminar | Pamplemousses SC       | 1 – 0 / 0 – 1 (9-8 pen) |                                            |
| 2003 | Segunda fase    | Espérance Tunis        | 1 – 1 / 0 – 6           | Liga dos Campeões da África de 2003        |
|      | Primeira fase   | AS Saint-Louisianne    | 3 – 1 / 1 – 1           |                                            |
| 2002 | Primeira fase   | CD Costa do Sol        | 1 – 0 / 0 – 2           | Liga dos Campeões da África de 2002        |
| 2001 | Primeira fase   | Young Africans SC      | 2 – 2 / 0 – 2           | Liga dos Campeões da África de 2001        |
| 2000 | Segunda fase    | Sable Batié            | 3 – 0 / 0 – 3 (3-4 pen) | Liga dos Campeões da África de 2000        |
|      | Primeira fase   | Saint Michel United    | 1 – 0 / 2 – 0           |                                            |
| 1994 | Primeira fase   | Nkana FC               | desistiu                | Copa Africana dos Campeões 1994            |
| 1992 | Primeira fase   | Railways SC            | desistiu                | Copa Africana dos Vencedores de Taças 1992 |
| 1991 | Segunda fase    | Al-Ahly                | 1 – 3 / 0 – 1           | Copa Africana dos Campeões 1991            |
|      | Primeira fase   | Gor Mahia              | 0 – 1 / 4 – 0           |                                            |
| 1987 | Primeira fase   | Miembeni SC            | 1 – 0 / 0 – 1 (2-5 pen) | Copa Africana dos Vencedores de Taças 1987 |
| 1986 | Primeira fase   | Power Dynamos          | 1 – 3 / 0 – 2           | Copa Africana dos Vencedores de Taças 1986 |

## Elenco atual
Até o 3 de junho de 2010
Nota: Bandeiras indicam equipe nacional, conforme definido pelas regras de elegibilidade da FIFA. Os jogadores podem ter mais de uma nacionalidade não-FIFA.
| N.º |          | Posição | Jogador               |
| --- | -------- | ------- | --------------------- |
|     | Zimbabwe | G       | Ariel Sibanda         |
|     | Zimbabwe | G       | Blessing Mandimutsira |
|     | Zimbabwe | D       | Lawson Nkomo          |
|     | Zimbabwe | D       | Peter Makuvise        |
|     | Zimbabwe | D       | Zepphania Ngodzo      |
|     | Zimbabwe | D       | Gift Lunga            |
|     | Zimbabwe | D       | Gilbert Banda         |
|     | Zimbabwe | D       | Tawanda Chikore       |
|     | Zimbabwe | D       | Marshall Machazane    |
|     | Zimbabwe | D       | Brighton Choto        |
|     | Zimbabwe | D       | Brighton Dube         |
|     | Zimbabwe | D       | Brydn Nkomo           |
|     | Zimbabwe | M       | Eric Mudzingwa        |
|     | Zimbabwe | M       | Guide Goddard         |

| N.º |          | Posição | Jogador          |
| --- | -------- | ------- | ---------------- |
|     | Zimbabwe | M       | Stephen Alimenda |
|     | Zimbabwe | M       | Kenneth Msimanga |
|     | Zimbabwe | M       | Richard Choruma  |
|     | Zimbabwe | M       | Protasho Kabwe   |
|     | Zimbabwe | M       | Joel Ngodzo      |
|     | Zimbabwe | A       | Nqobani Sangweni |
|     | Zimbabwe | A       | Nqobile Mpala    |
|     | Zimbabwe | A       | Tarisai Rukanda  |
|     | Zimbabwe |         | Munetsi Mbano    |
|     | Zimbabwe |         | Johannes Ngodzo  |
|     | Zimbabwe |         | Bruce Kangwa     |
|     | Zimbabwe |         | Tendai Ndlovu    |
|     | Zimbabwe |         | Welcome Ndiweni  |

## Títulos
- Campeonato do Zimbabwe : 7 vezes — 1990, 1993, 1998/99, 2000, 2001, 2002, 2006
- Copa do Zimbabwe : 2 vezes — 1990, 2001
- Troféu da Indepêndancia do Zimbabwe : 5 vezes — 1986, 1988, 1991, 2001, 2002
- Supercopa do Zimbabwe : 2 vezes — 2001, 2005